# Slavna, Zboriv
Slavna (în ucraineană Славна) este o comună în raionul Zboriv, regiunea Ternopil, Ucraina, formată numai din satul de reședință.

## Demografie
Componența lingvistică a comunei Slavna
     Ucraineană (100%)
Conform recensământului din 2001, toată populația comunei Slavna era vorbitoare de ucraineană (100%).